# Бергерш, Генри
Генри Бергерш (англ. Henry Burghersh; приблизительно 1290/1292 — 4 декабря 1340, Гент, Фландрия) — английский аристократ, епископ Линкольна в 1320—1340 годах, лорд-канцлер Англии в 1328—1330 годах. Во внутриполитической борьбе поддерживал короля Эдуарда II, позже перешёл на сторону его врагов. После недолгой опалы вошёл в доверие к Эдуарду III. Участвовал в переговорах с Шотландией, выполнил важную миссию во Фландрии в начале Столетней войны.

## Биография
Генри Бергерш принадлежал к рыцарскому роду из Кента. Он был третьим сыном Роберта, 1-го барона Бергерша (умер в 1305 году), и Мод Бэдлсмир, племянником Бартоломью де Бэдлсмира, 1-го барона Бэдлсмира. Генри родился, по разным данным, приблизительно в 1290 или 1292 году. Изучив гражданское и каноническое право во французских университетах (в общей сложности на обучение было потрачено 15 лет), он вернулся на родину и начал церковную карьеру. Ключевую роль в судьбе Бергерша сыграло его родство с Бэдлсмиром. Последний долгое время был одним из важнейших союзников короля Эдуарда II в его противостоянии Томасу Ланкастерскому, и потому в 1319 года монарх по рекомендации барона попытался сделать Бергерша епископом Уинчестера. Сохранились письма Эдуарда папе Иоанну XXII, в которых расхваливаются достоинства кандидата. Папа этот выбор не одобрил и назначил другого, но спустя несколько месяцев освободилась епископская кафедра в Линкольне. Местный капитул выбрал Генри Мэнсфилда, который тут же отказался от сана; тогда был избран Энтони Бельт. Однако Бэдлсмир, находившийся тогда при папском дворе в Авиньоне, начал хлопоты в пользу племянника. Получив новые письма от Эдуарда II, папа согласился отменить избрание Бельта и назначить епископом Бергерша, хотя тот ещё не достиг нужного возраста. Посвящение в сан состоялось 20 июля 1320 года в Булони.
Бергерш оказался вполне типичным прелатом для Англии XIV века: он активно занимался политикой, будучи в первую очередь государственным деятелем, а не священнослужителем, стремился обогатиться. Дядя и брат епископа, Бартоломью Бэдлсмир и Бартоломью Бергерш соответственно, в 1321 году примкнули к мятежу, известному как Война Диспенсеров. Для Генри это, по-видимому, стало неожиданностью. Он не присоединился к оппозиции и попытался стать посредником между сторонами конфликта, но король счёл и его предателем. После разгрома мятежа Бэдлсмир был казнён, барон Бергерш оказался в тюрьме, Генри был лишён своих пребенд, и Эдуард II обратился к папе с просьбой лишить его слугу епископского сана. Позже король, зависевший от субсидий со стороны духовенства, был вынужден примириться с Бергершем. 
Некоторые источники утверждают, что епископ Линкольна был вовлечён в заговор против короля и что в 1326 году, когда королева Изабелла в союзе с Роджером Мортимером подняла мятеж, Генри поддержал её одним из первых. По-видимому, эти данные не соответствуют действительности: Бергерш некоторое время колебался и поддержал мятежников несколько позже. Эдуард II был свергнут и отправлен в заключение, в замок Кенилуэрт. Бергерш входил в состав делегации, ездившей к нему, чтобы убедить отречься от престола.
В феврале 1328 года Генри участвовал в переговорах с Шотландией, закончившихся заключением мирного договора. При Изабелле и Мортимере, правивших за юного Эдуарда III, он занял должности лорда-казначея (1327) и канцлера (1328). Когда освободилась кентерберийская кафедра, Бергерш при поддержке королевы претендовал на сан архиепископа, но потерпел неудачу. В 1330 году Эдуард сверг свою мать и Мортимера; Генри тоже был смещён, но сохранил благосклонность короля. В 1334—1337 годах он опять был лордом-казначеем, в 1336 году вёл переговоры с Шотландией. Вместе с Уолтером Мэнни епископ в 1338 году ездил во Фландрию, где занимался продажей принадлежавшей королю шерсти (доходы от этой операции пошли на финансирование континентальной войны). В 1340 году Бергерш сопровождал короля во Фландрию в качестве «главного советника по иностранным делам». Он умер в Генте 4 декабря 1340 года. Его тело привезли на родину и похоронили в соборной церкви Линкольна.

## Память
Надгробие на могиле Бергерша сохранилось, но в изуродованном виде. Хронист Томас Уолсингем рассказывает о предании, согласно которому призрак епископа обречён ходить по парку в поместье Тингхерст в Бакингемшире, расширенному за счёт соседей, пока обиды последних не будут возмещены.
Средневековые авторы характеризуют Бергерша как человека «благородного и мудрого в советах», отличавшегося «большой смелостью, но в то же время безупречными манерами». О его деятельности в качестве епископа известно немногое. Историки констатируют, что Бергерш был способным администратором, проницательным государственным деятелем, равнодушным к вопросам морали и религии.